# Douglas King
Pour les articles homonymes, voir King.
Henry Douglas King (1er juin 1877 - 20 août 1930) est un commandant de la marine britannique et un homme politique conservateur. Il sert sous Stanley Baldwin comme Secrétaire financier au ministère de la Guerre entre 1924 et 1928 et comme secrétaire aux mines entre 1928 et 1929.

## Jeunesse
King est né à Londres, le fils du capitaine Henry Welchman King . Il suit une formation d'officier de la marine marchande dans le HMS Conway de 1891 à 1893. Après Conway, il sert dans la marine marchande, puis dans la Royal Navy avant de rejoindre P&O. Il quitte la mer en 1899 et se met à l'agriculture pendant un court moment. Cependant, il se tourne rapidement vers des études de droit et est admis au Barreau du Middle Temple en 1905. Il se présente comme candidat conservateur à Norfolk North aux deux élections générales de 1910, mais est battu à deux reprises. Au déclenchement de la Première Guerre mondiale en 1914, il obtient une commission dans la Réserve des volontaires de la Royal Navy et sert au siège d'Anvers et de Gallipoli . Il reçoit le Distinguished Service Order en reconnaissance de ses services à Gallipoli en 1915. Il reçoit également la Croix de Guerre française  et est nommé Commandeur de l'Ordre de l'Empire britannique en 1919.

## Carrière politique
Aux élections générales de 1918, King se présente à nouveau pour Norfolk North et est cette fois élu . King est nommé candidat unioniste sur la liste officielle des appuis du gouvernement de coalition, mais il écrit au Times en déclarant qu'il a quitté le parti avant les élections et qu'il doit être classé comme indépendant. Il rejoint ensuite le parti.
Au Parlement, il est d'abord secrétaire parlementaire privé de Leslie Wilson, président du National Maritime Board, puis de Hamar Greenwood (1er vicomte Greenwood), le Secrétaire en chef pour l'Irlande. En 1921, il est nommé whip conservateur. L'année suivante, il est réélu au parlement pour Paddington South  et entre au gouvernement sous Andrew Bonar Law comme Lords du Trésor (whip du gouvernement), poste qu'il occupe jusqu'en janvier 1924, la dernière année sous le mandat de premier ministre de Stanley Baldwin. Lorsque les conservateurs reviennent au pouvoir en novembre 1924, King est nommé Secrétaire financier au ministère de la Guerre et membre du conseil de l'armée. Il occupe ce poste jusqu'en 1928, puis est secrétaire aux Mines jusqu'à la chute de l'administration Baldwin en 1929. La dernière année, il est admis au Conseil privé après les honneurs de dissolution de 1929. Il est nommé Compagnon de l'Ordre du Bain en 1927.

## Vie privée
Il épouse la fille unique de WR Swan, d'Adélaïde, en Australie . Le 20 août 1930, le yacht de coupe King's Islander coule dans une tempête au large de Fowey, Cornwall. Tous les six à bord, y compris King lui-même, sont perdus. Son mémorial est à l'église All Saints, Upper Sheringham, Norfolk. Le mémorial indique que le yacht Islander a été "mis en pièces" sur la côte rocheuse de Lantivet Bay, en Cornouailles, lors d'une "violente tempête estivale''.